# Челомей Володимир Миколайович
Володи́мир Микола́йович Челоме́й (17 (30) червня 1914, Седльці — 8 грудня 1984, Москва) — український радянський механік, фахівець у галузі динаміки стійкості складних коливальних систем, генеральний конструктор ракетно-космічної техніки, дійсний член АН СРСР (з 1962 року), дійсний член Міжнародної академії астронавтики (з 1974 року), двічі Герой Соціалістичної Праці (1959, 1963).

## Біографія

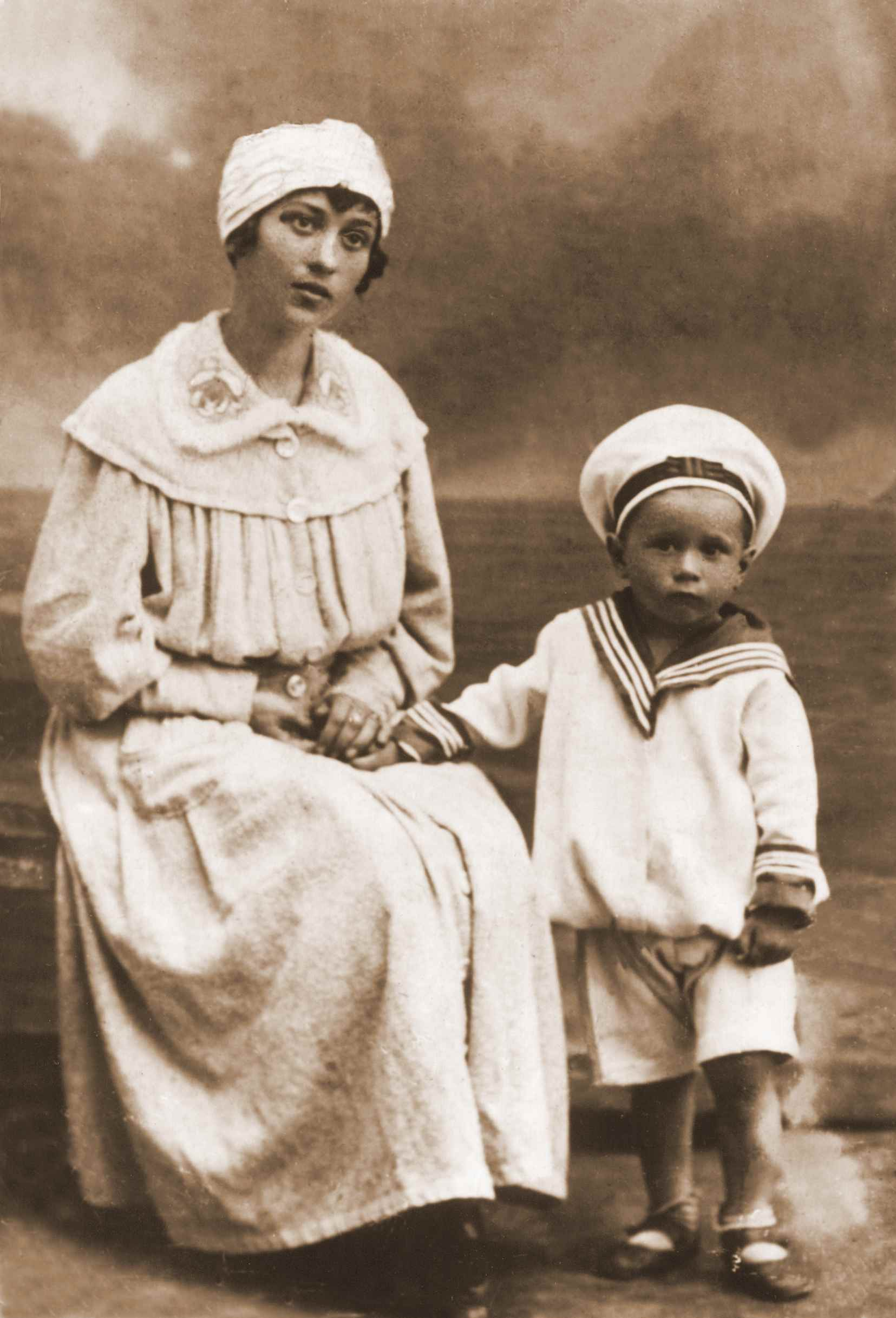
Євгенія Хомівна Челомей із сином Володею, Полтава, 1916 р.

Народився 30 червня 1914 року в містечку Седльцях (нині Мазовецьке воєводство, Польща, тоді Привіслінський край, Седлецька губернія, Російська імперія) у сім'ї вчителів. Мати Євгенія Хомівна (до шлюбу Клочко) була полтавкою за походженням. Батько був дуже обізнаною людиною в багатьох галузях, що певним чином передалося і його синові.

Володя Челомей — учень 10-ї семирічної школи м. Полтави, 1925 р.

Незабаром після народження сина сім'я переїхала до Полтави, де мешкала бабуся, подалі від району бойових дій в розпочатій Першій світовій війні. Оселилися на Келінському проспекті (тепер Першотравневий) у будинку, який на початку 1880-х років збудувала сестра М. В. Гоголя Г. В. Гоголь-Яновська (розібраний в 1969 році). Челомеї мешкали в одному будинку з нащадками Гоголя і Пушкіна — Данилевськими і Биковими, у яких часто бували А. Макаренко і В. Короленко. Найкращим другом Володимира став праправнук російського поета О. С. Пушкіна, згодом відомий учений-ентомолог О. С. Данилевський. Майбутній конструктор зростав і формувався в інтелігентному середовищі, грав на фортепіано, любив класичну літературу, багато читав з історії техніки і фізики.
У Полтаві у 1922—1926 роках навчався в 7-річній трудовій школі № 10.
У 1926 році родина переїхала до Києва, де Володимир Челомей продовжив навчання в семирічній трудовій школі № 45. У 1929 році після закінчення школи вступив до Київського автомобільного технікуму; в 1932 році, закінчивши технікум, вступив на Авіаційний факультет Київського машинобудівного інституту (в 1933 році на базі цього факультету створили Київський авіаційний інститут).
Ставши студентом, продовжував посилено займатися самоосвітою: слухав лекції з математики, фізики і механіки в Київському університеті і Українській академії наук. Особливо його цікавила механіка і зокрема теорія коливань. Завдяки блискучим здібностям і величезному працьовитості він отримав прекрасну фундаментальну освіту.
У ВУАН йому вдалося прослухати курс лекцій з механіки та математики видатного італійського вченого Тулліо Леві-Чивіта, автора математичного апарату загальної теорії відносності А. Ейнштейна.
До кола спілкування Володимира Челомея у цей час входять:
- академік, перший директор Інститут математики ВУАН — Д. Граве, відомим своїми працями з алгебри, прикладної математики і механіки;
- академік М. Крилов, відомий математик і механік, фахівець з нелінійної теорії колвань;
- академік М. Кравчук — наймолодший академік ВУАН, знаний у світі математик;
- члени-кореспонденти І.Штаєрман та Н.Ахієзер — видатні математики і механіки.

У студентські роки активно займався науковою роботою. За час навчання в КАІ ним було опубліковано більше 20 наукових статей. У 1936 році літографським способом була видана його робота «Векторне числення», яка стала для студентів основним навчальним посібником. Відмінною рисою багатьох його робіт було те, що результати досліджень тут же втілювалися в практику.
Проходячи практику на Запорізькому моторобудівному заводі, він «…виконав велику розрахунково-дослідну роботу по крутильним коливанням авіамоторів» і «…проявив особливо високу теоретичну та інженерну підготовку». Ця та інші роботи Челомея дозволяли з'ясовувати причини відмов авіадвигунів. Вже тоді у нього виник задум пульсуючого повітряно-реактивного двигуна, і він, отримавши дозвіл, проводив на обладнанні заводу досліди в інтересах його розробки та створення.
На заводі він прочитав великий 70-годинний курс лекцій з теорії коливань інженерам заводу. За відгуком академіка Л. І. Сєдова, багаті теоретичні результати, викладені в цих лекціях, для того часу були новими і надалі увійшли до підручників та в спеціальні довідники.
У 1937 році В. М. Челомей на рік раніше з відзнакою закінчив Київський авіаційний інститут. Дипломна робота на тему «Коливання в авіаційних двигунах» була захищена блискуче і визнана Вченою радою видатною, на рівні кандидатської дисертації.
Після закінчення інституту працював в Інституті математики АН УРСР і навчався в аспірантурі. У 1939 році захистив кандидатську дисертацію на тему «Динамічна стійкість елементів авіаційних конструкцій». У 1939—1941 роках працював на посаді старшого викладача механіки і теорії авіаційних двигунів Київського авіаційного інституту.
Наукові інтереси В. М. Челомея зосередилися на дослідженні динамічної стійкості пружних систем. У ході цих досліджень він отримав важливі теоретичні результати, що знайшли застосування на практиці, — запропонований ним метод визначення поздовжніх, поперечних і крутильних коливань пружних систем. Цей метод дозволяє створити універсальну обчислювальну програму для ЕОМ і широко застосовується і зараз.
У 1940 році було засновано 50 Сталінських стипендій для особливо видатних молодих вчених, що працюють над докторськими дисертаціями. У їх число було включено і В. М. Челомея — наймолодшого докторанта АН СРСР. Був установлений термін завершення та захисту дисертації — 1 червня 1941 року. Дисертація була захищена в строк, але через початок війни робота не була затверджена ВАКом, і Челомей в наступні роки доопрацьовував її в процесі поточних наукових досліджень. Новий захист відбувся через 10 років, у 1951 році в МВТУ імені М. Е. Баумана. У 1952 році йому було присвоєно звання професора.

Донька ученого — Євгенія Володимирівна згадує:
Одразу після зарахування до докторантури батька викликав Л.Берія і запропонував стати резидентом радянської розвідки в Німеччині, оскільки в розвідці був дефіцит технічних фахівців високого класу. Навівши аргументи, що він буде корисніший вдома як вчений і конструктор, батько відмовився, що було тоді небезпечно. Берія, який не звик до заперечень, аргументи прийняв і в подальшому Володимира Миколайовича не переслідував.
Влітку 1941 — призначений начальником групи реактивних двигунів Центрального інституту авіаційного моторобудування (ЦІАМ) імені Баранова, де в 1942 році ним був створений перший у СРСР пульсуючий повітряно-реактивний двигун, який встановлювався на низці літальних апаратів.
Наказ Наркомату авіаційної промисловості від 19 вересня 1944 року про призначення В. М. Челомея Головним конструктором і директором дослідного авіаційного заводу № 51 поклав початок створенню нової організації, зі своєю тематикою, своїми завданнями, принципами та методами роботи, які прищепив колективу його головний конструктор.
На початок 1945 року в КБ ученим був створений літак-снаряд 10Х. У 1948 році закінчилися його випробування, але на озброєння він не був прийнятий через незадовільні тактико-технічних характеристик. В. М. Челомей на деякий час відійшов від практичної конструкторської роботи, займався наукою і викладанням, проте тематику крилатих ракет (так стали називати літаки-снаряди) не залишив.
Розробками В. М. Челомея зацікавилося командування ВМФ СРСР, і в червні 1954 в Тушино на моторному заводі № 500 була створена спеціальна конструкторська група з проектування крилатої ракети другого покоління. У цій ракеті реалізовувалися нові ідеї вченого:
- по-перше, ракета містилася в транспортно-пусковому контейнері, закритому герметичною кришкою;
- по-друге, крила ракети в контейнері знаходилися у згорнутому стані і розкривалися після старту;
- по-третє, застосовувався пороховий прискорювач для виведення ракети з контейнера.

Реалізація цих ідей дозволила Радянському Союзу випередити США в питанні озброєння підводних човнів.
У 1955 році В. М. Челомею передали механічний завод у місті Реутові під Москвою, де було створено дослідне конструкторське бюро — ДКБ-52 Міністерства авіаційної промисловості. Челомей зумів створити на підприємстві згуртований і ефективно працюючий творчий колектив, що було важливим досягненням, яке забезпечило подальші успіхи. За короткий час під його керівництвом конструкторське бюро зросло і перетворилося на потужну науково-конструкторську організацію.
Період 1956–1965 характеризується як етап визнання місця В. М. Челомея і його КБ у переліку провідних підприємств оборонних галузей промисловості. Відродження конструкторського бюро в Реутові дозволило розгорнути роботи зі створення принципово нового типу крилатої ракети зі спадним в польоті крилом, а також виграти змагання в умовах жорсткої конкурентної боротьби зі сформованими авіаційними КБ Мікояна, Ільюшина та Берієва і відкрити дорогу до переозброєння Військово-Морського Флоту СРСР комплексами ракетної зброї.
1958 — обраний членом-кореспондентом АН СРСР.
Указом Президії Верховної Ради СРСР від 25 червня 1959 року Челомею Володимиру Миколайовичу присвоєно звання Героя Соціалістичної Праці з врученням ордена Леніна і золотої медалі «Серп і Молот».
1959 — призначений Генеральним конструктором ДКБ-52. До того часу навколо ДКБ-52 створилася велика кооперація дослідних і промислових підприємств, найбільшим з яких став Московський машинобудівний завод імені М. В. Хрунічева.
1962 — обраний дійсним членом Академії наук СРСР зі спеціальності «механіка».
Указом Президії Верховної Ради СРСР від 28 квітня 1963 року Челомей Володимир Миколайович нагороджений другою золотою медаллю «Серп і Молот».
В. Н. Челомею належить велика заслуга у створенні основної ударної сили РВСП, знаменитої «сотки» — міжконтинентальної ракети УР-100, що забезпечила для СРСР стратегічний паритет зі США. Більше тисячі УР-100 було встановлено в шахтні споруди на території СРСР. Причому «сотка» легко могла модернізуватися, і таких модифікацій налічувалося безліч: УР-100К, УР-100У, УР-100НУ та інші. Челомей спочатку поставив на перше місце не тільки високу надійність ракетного комплексу і точність попадання головної частини в ціль, але і дешевизну у виготовленні, і простоту в експлуатації.
1964 — запропонував концепцію орбітальної пілотованої станції (ОПС) для вирішення різних, у першу чергу оборонних завдань. Він бачив в ОПС наймогутніший засіб оперативної космічної розвідки. Пропонувалося створити спостережний пункт з комфортними умовами існування для змінюваного екіпажу з двох-трьох осіб, термін існування станції 1—2 роки, виведення на орбіту — носієм УР-500К.
З 1979 року почався важкий етап у житті генерального конструктора та його підприємства. В. М. Челомей піддався безперервному тиску, обмеженню діяльності з боку керівництва оборонними галузями промисловості на чолі з Д. Ф. Устиновим. Після заборони робіт з пілотованої програми колектив ЦКБМ переорієнтувався на роботу над комплексом «Алмаз» у безпілотному варіанті. За рахунок відмови від системи життєзабезпечення космонавтів вдалося розмістити на борту потужний комплекс апаратури для дистанційного зондування Землі, в тому числі унікальний радіолокатор бокового огляду з високою роздільною здатністю. Але підготовлена до старту в 1981 році автоматична станція пролежала на космодромі до 1985 року.
Депутат Верховної Ради СРСР 9—11 скликань.
Помер 8 грудня 1984 року.
Похований на Новодівочому кладовищі в Москві (ділянка 7).

## Основний доробок
Автор багатьох праць (здебільшого засекречених), за довоєнного часу — писав також українською мовою. З 1950-х років брав активну участь у різних проектах ракетобудування в СРСР, був одним з головних учених-консультантів у галузі ракетних двигунів для ракет та літаючих апаратів, переважно військового призначення. По смерті Михайла Янгеля (1971) — головний керівник радянської космічної програми.
Конструктор супутників «Протон», «Політ», «Космос-1267», орбітальних станцій «Салют-3» і «Салют-5».
У його конструкторському бюро розроблено й виготовлено крилаті ракети 10ХН, ракету-носій «Протон» (на його рахунку відправка у Всесвіт апаратів серії «Зонд», «Луна», «Венера», «Марс», «Вега», а також орбітальних станцій «Мир», «Салют»), штучні супутники Землі серій «Політ» і «Космос», орбітальні станції «Салют-3» і «Салют-5». Саме В. Челомею належить ідея й реалізація транспортного орбітального корабля багаторазового використання. Починаючи з 1965 року було здійснено понад 200 запусків носіїв типу «Протон», рівень його надійності за останні роки оцінюють не менше 96 %.
Опублікував низку вагомих оригінальних робіт із багатьох проблем прикладної математики, стійкості пружних систем, теорії коливань складних динамічних систем з нелінійними і періодично змінюваними параметрами, теорії нелінійних пневматичних і гідравлічних сервомеханізмів, теорії двигунів та інших машин. Ці роботи залишили глибокий слід у застосуванні теоретичної механіки до інженерної справи.
Серед цих досліджень особливе значення має узагальнення класичної задачі Ейлера про стійкість і доказ можливості підвищення стійкості шляхом вібрації.

## Нагороди
Нагороджений п'ятьма орденами Леніна (16 вересня 1945, 25 червня 1959, 1964, 1974, 1984), орденом Жовтневої революції (1971), медалями.
Лауреат Ленінської премії (1959) і трьох Державних премій (1967 — за № 2, 1974, 1982).
У 1964 році удостоєний Золотої медалі імені М. Є. Жуковського «За найкращу роботу з теорії авіації».
1977 року удостоєний Золотої медалі імені О. М. Ляпунова — вищої нагороди АН СРСР — «За видатні роботи в галузі математики і механіки».

## Вшанування пам'яті
Його ім'ям названо вулиці і площі в місті Москві і місті Реутові (Московська область).
Мала планета сонячної системи, зареєстрована в міжнародному каталозі під номером 8608, отримала назву «Челомей».
Погруддя академіка В. М. Челомея встановлені в Москві біля МВТУ імені Баумана, у Казахстані на Байконурі, в Україні у Києві за головним корпусом Національного технічного університету України «Київський політехнічний інститут» на алеї видатних вчених.
Меморіальні дошки — в Києві на будинку, де він жив з 1926 по 1941 рік по вулиці Саксаганського, 3 (бронза, барельєф; встановлена 27 липня 2001 року); на будівлі Київського інституту інженерів цивільної авіації (нині Національний авіаційний університет) по проспекту Любомира Гузара, 1; у Полтаві по вулиці Пушкіна, 20 — на будівлі школи № 10, в якій він навчався у 1922—1926 роках (встановлена в 1989 році).
На території НВО машинобудування створений меморіальний кабінет Генерального конструктора.
У Полтавському музеї авіації та космонавтики відкрито меморіальний зал В. М. Челомея.
Заснована медаль імені В. М. Челомея, якою нагороджуються діячі науки і техніки за видатні роботи в галузі ракетно-космічної техніки.
У 2000 році створено Союз науковців та інженерів імені академіка В. М. Челомея.
У 2003 році була випущена поштова марка України, присвячена Челомею.
У Полтавській школі № 10 імені В. Г. Короленка створено клас-вітальню Володимира Челомея, що має статус зразкового навчального кабінету.
11 жовтня 2013 року до закладу прибула делегація з міста Реутов — співробітники ВАТ "ВПК «НВО Машинобудування». Цього дня колектив школи був нагороджений медаллю В. М. Челомея. Творча група педагогів та учнів плідно співпрацює з НВО Машинобудування у рамках підготовки до відзначення 30 червня 2014 року 100-річчя з дня народження вченого.